# Vérxina (Irkutsk)
|  | Per a altres significats, vegeu «Vérxina». |

Vérxina (en rus: Вершина) és un poble (possiólok) de l'óblast d'Irkutsk, a Rússia, que el 2010 tenia 553 habitants.